# Ninkovići
Ninkovići (cyr. Нинковићи) – wieś w Czarnogórze, w gminie Žabljak. W 2011 roku liczyła 34 mieszkańców.